# Голышева Новинка
Голышева Новинка — деревня в составе Новинского сельского поселения Кондопожского района Республики Карелия.

## Общие сведения
Расположена на южном берегу озера Вашозеро.

## Население
Численность населения в 1905 году составляла 168 человек.
| 2002 | 2009 | 2010 | 2013 |
| ---- | ---- | ---- | ---- |
| 8    | ↗10  | ↘8   | ↘5   |

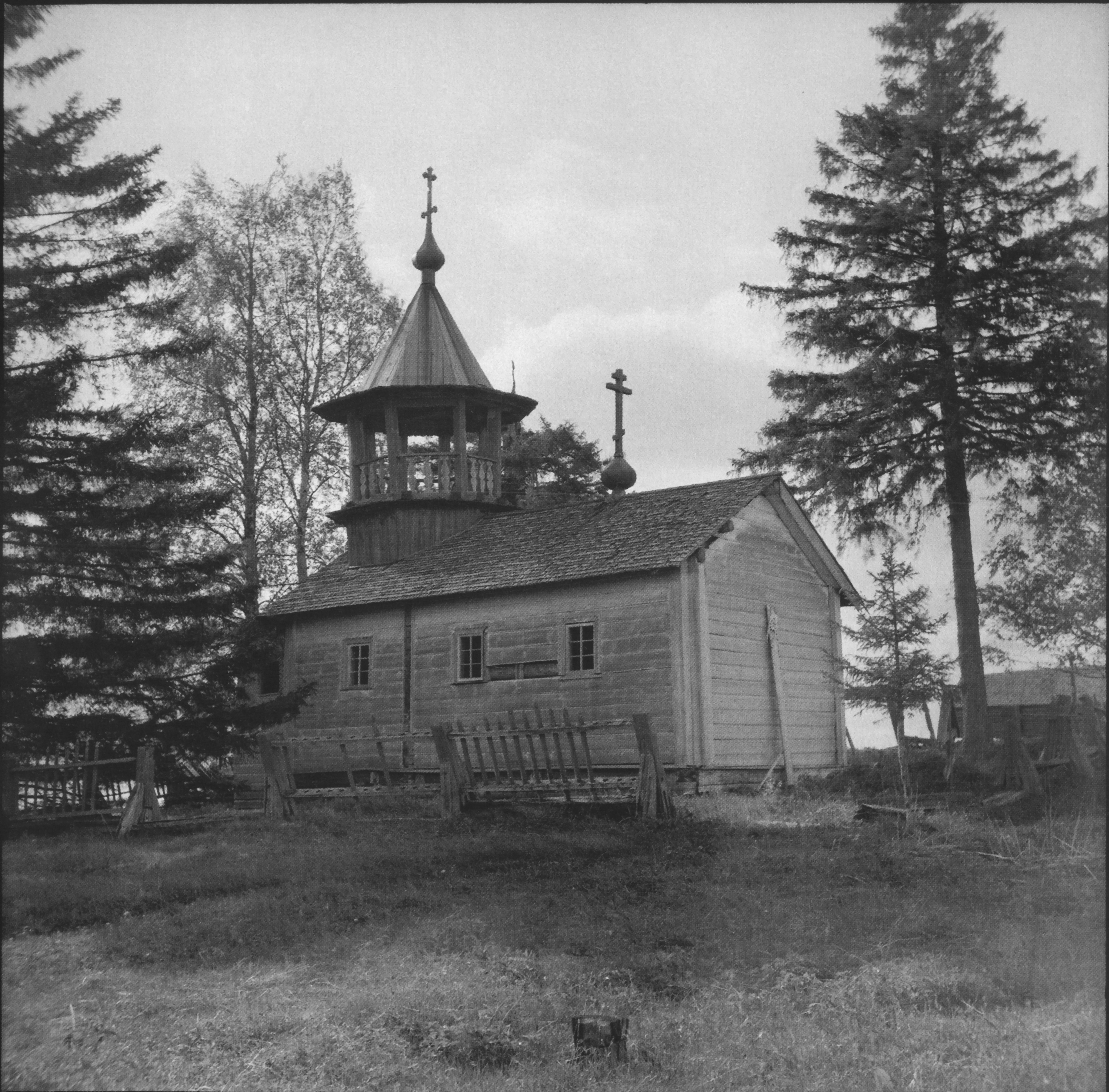
Утраченная часовня Святого Георгия в 1943 году